# 宽叶栓果芹
宽叶栓果芹（学名：Cortiella caespitosa）是伞形科栓果芹属的植物，为中国的特有植物。分布于中国大陆的西藏等地，生长于海拔4,900米至5,200米的地区，多生在高山砾石草甸，目前尚未由人工引种栽培。